# Chamblanc
Chamblanc é uma comuna francesa na região administrativa da Borgonha-Franco-Condado, no departamento de Côte-d'Or. Estende-se por uma área de 10,18 km². Em 2010 a comuna tinha 523 habitantes (densidade: 51,4 hab./km²).